# Mîkolaiivka, Rozdilna
Mîkolaiivka (în ucraineană Миколаївка) este un sat în comuna Rozdilna din raionul Rozdilna, regiunea Odesa, Ucraina.

## Demografie
Componența lingvistică a localității Mîkolaiivka
     Ucraineană (83,02%)
     Rusă (16,98%)
Conform recensământului din 2001, majoritatea populației localității Mîkolaiivka era vorbitoare de ucraineană (83,02%), existând în minoritate și vorbitori de rusă (16,98%).